# La esclavitud de las mujeres
La esclavitud de las mujeres (en inglés: The Subjection of Women) es un ensayo escrito en 1869 por el filósofo, economista político y funcionario público británico John Stuart Mill, cuyas ideas fueron realizadas en conjunto con su esposa Harriet Taylor Mill. Mill entregó el manuscrito finalizado junto con su obra colaborativa Sobre la libertad (1859) poco después de la prematura muerte de su mujer en 1858, y luego continuó trabajando en La esclavitud de las mujeres hasta su conclusión en 1861. 
En el momento de su publicación, el argumento del ensayo sobre la igualdad entre sexos fue considerado una afrenta ante las normas convencionales europeas, con respecto al estado entre los hombres y las mujeres. 
En 1892 el libro fue traducido al español con el título de La esclavitud femenina y publicado en la colección "Biblioteca de la Mujer" dirigida por Emilia Pardo Bazán, que también prologó la edición.

## Contexto
En su autobiografía, Mill describe su deuda con su esposa y su hija Helen Taylor para la creación de La esclavitud de las mujeres:

Cuando finalmente fue publicado, se enriqueció con algunas ideas importantes de mi hija, y algunos pasajes en sus escritos. Pero todo lo que es mayoritariamente llamativo y profundo en mis escritos pertenece a mi esposa, proviniendo desde el fondo del pensamiento que nos hace comunes entre nosotros, tanto por nuestras incontables conversaciones como discusiones sobre un tema que ocupaba un lugar tan grande en nuestras mentes.

```

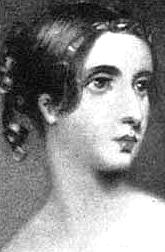
Harriet Taylor Mill (Londres, 8 de octubre de 1807-Aviñón, 3 de noviembre de 1858)

Mientras que los académicos consideran de que John Stuart Mill fue el único autor de la obra, también se notó que algunas de las ideas planteadas eran similares al ensayo de su esposa 
La Emancipación de las Mujeres
, el cual fue publicado en 1851.
[
2
]
[
3
]
```

Mill estaba convencido de que el avance moral e intelectual de la humanidad daría como resultado una mayor felicidad para todo el mundo. Afirmaba que los placeres superiores del intelecto arrojaban una felicidad mucho mayor que el placer inferior de los sentidos. Concebía a los seres humanos como seres moralmente e intelectualmente capaces para ser educados y civilizados. Mill creía que todas las personas deberían tener derecho a voto, a excepción de los bárbaros y las personas sin educación.
Mill sostenía que las personas debían votar para defender sus propios derechos y para que aprendieran a mantener los pies sobre la tierra, de forma moral e intelectual. Este argumento se aplica tanto a hombres como a mujeres. A menudo hacía uso de su escaño como parlamentario para demandar el sufragio femenino, una posición controvertida para la época.
En la época en que Mill vivió, las mujeres estaban generalmente sujetas a los caprichos de su esposo y/o padre, debido a que las normas sociales de entonces consideraban que las mujeres eran inferiores tanto física como mentalmente de los hombres, por lo que era menester ''cuidarlas''. Contribuían a esta visión tanto los puntos de vista religiosos sobre el rol del hombre y la mujer en la familia, como las teorías sociales basadas en el determinismo biológico. El arquetipo de la mujer ideal como madre, esposa y dueña de casa fue una idea muy potente en la sociedad del siglo XIX.
Al momento de redactar el ensayo, Mill reconoció que iba en contra de las visiones establecidas socialmente, y era consciente de que iba a tener que defender sus ideas de forma persistente. Consideraba que la desigualdad de género era una reliquia del pasado, cuando "el poder tenía la razón", pero que ya no tenía cabida alguna en el mundo moderno. También afirmaba que negarle la oportunidad a la mitad de la raza humana para que pudiera contribuir en la sociedad fuera del hogar, era la traba principal para el desarrollo de la humanidad.
"... La subordinación legal de un sexo a otro – está mal en sí mismo, y ahora uno de los principales obstáculos del bienestar humano; y que debe de ser reemplazado por un sistema de perfecta igualdad, que no admite poder ni privilegios por un lado, ni discapacidad por el otro."

## Argumentos

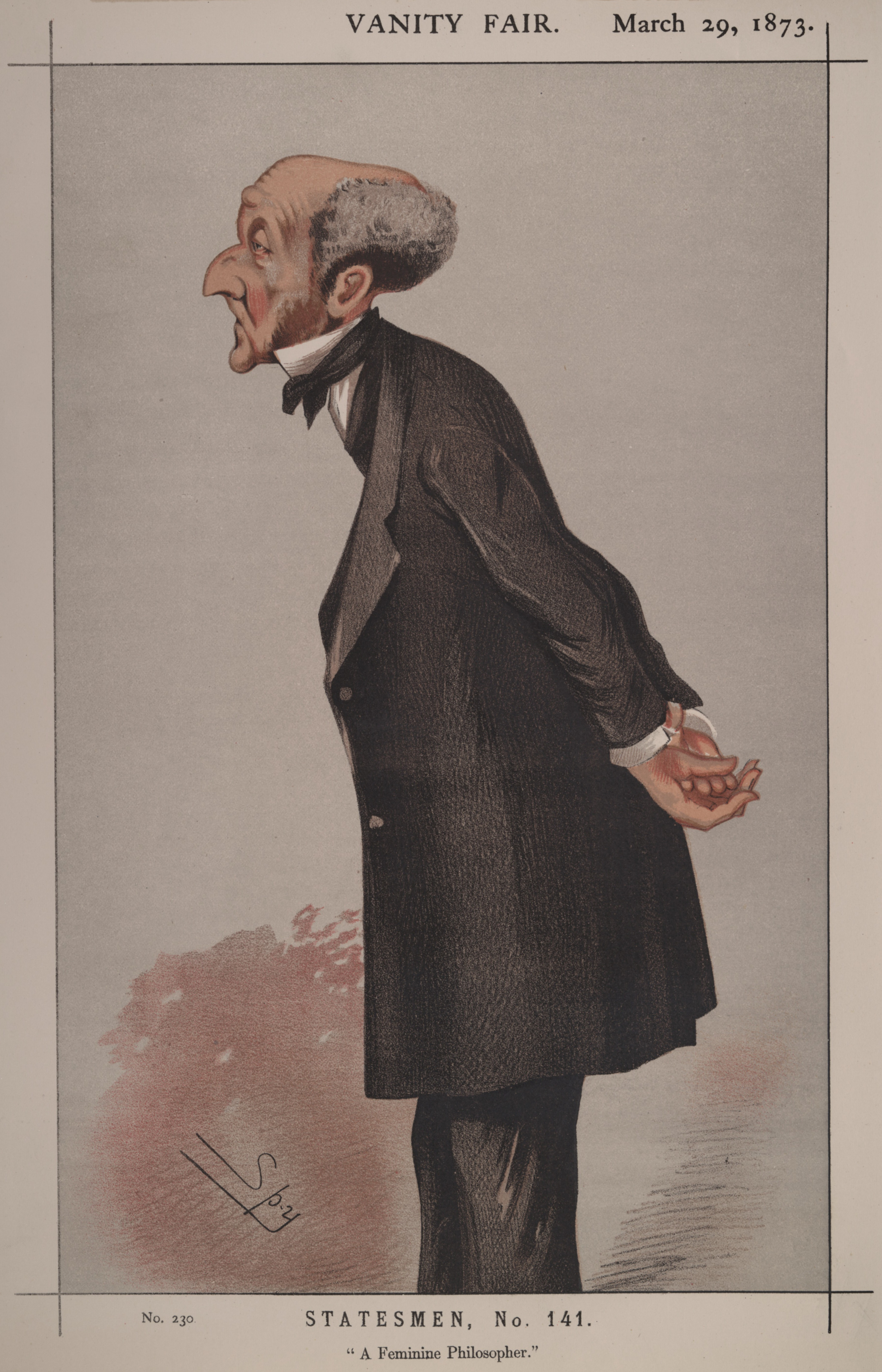
Caricatura de J. S. Mill publicada en Vanity Fair en 1873. El subtítulo pone: "Un filósofo femenina".

Mill atacó el argumento de que las mujeres eran naturalmente inferiores en algunas cosas que los hombres y que, por lo tanto, los hombres debían prohibirles y desalentarlas en la realización de ciertas actividades y labores. Afirma que los hombres simplemente desconocen cuán lejos pueden llegar las mujeres, porque nunca las hemos dejado intentar, por lo que no se puede hacer una declaración autorizada sin evidencias. No podemos impedir que las mujeres intenten realizar ciertas acciones, porque es posible que no las puedan hacer. Un argumento basado en la fisiología especulativa es precisamente eso, una especulación.
"La ansiedad de la humanidad por intervenir en nombre de la naturaleza (...) es una solicitud completamente innecesaria. Lo que las mujeres por naturaleza no pueden hacer, es completamente superfluo al hecho de que se les prohíba su realización."
En relación con esto, los hombres básicamente se están contradiciendo porque dicen que las mujeres no pueden hacer una actividad y quieren evitar que ellas lo hagan. Aquí, Mill sugiere que los hombres en realidad admiten que las mujeres podrían ser capaces de realizar la actividad, pero ellos no quieren que la hagan.
Si las mujeres pueden hacerlas o no debe ser descubierto en la práctica. En realidad, no sabemos cuál es la naturaleza de las mujeres, debido a que está muy concentrada en cómo se han criado las mujeres. Mill sugiere que deberíamos probar lo que las mujeres pueden y no pueden hacer, mediante un experimento.
"Niego que cualquiera sepa o pueda saber, la naturaleza de los dos sexos, siempre y cuando solo hayan sido vistos en su relación actual el uno con el otro. Hasta que existan las condiciones de igualdad, nadie puede evaluar las diferencias naturales entre hombres y mujeres, las cuales han sido distorsionadas. Lo que es natural para los dos sexos solo se puede descubrir, permitiendo que ambos desarrollen y usen sus facultades libremente."
Las mujeres son criadas para actuar como si fuesen débiles, emocionales, dóciles –un prejuicio tradicional. Si hubiera igualdad, veríamos los beneficios individuales que traerían a las mujeres. Estarían libres de la infelicidad de que los hombres les digan qué hacer. Y habría grandes beneficios para la sociedad en general –duplicaría la masa de facultades mentales disponibles para el servicio superior de la humanidad. Las ideas y potencial de la mitad de la población se liberarían, produciendo un gran efecto en el desarrollo humano.
El ensayo de Mill es claramente de naturaleza utilitarista en relación con 3 aspectos: el mayor bien inmediato, el enriquecimiento de la sociedad, y el desarrollo individual.
Si la sociedad realmente quiere descubrir lo que es verdaderamente natural en las relaciones de género, argumentó Mill, tienen que establecer un mercado libre para todos los servicios que las mujeres realizan, garantizando un justo rendimiento económico para sus contribuciones en el bienestar general. Sólo entonces sus elecciones prácticas probablemente puedan reflejar sus intereses y habilidades genuinas.
Mill consideraba que la emancipación y educación de las mujeres también traerían beneficios positivos para los hombres. El estímulo de la competencia femenina y el compañerismo de personas igualmente educadas, resultarían en un mayor desarrollo intelectual para todos. Hizo hincapié en los efectos insidiosos de la compañía constante de un esposo o esposa sin educación. Sentía que los hombres y las mujeres se casaban para seguir las costumbres y que la relación entre ellos era puramente doméstica. Al emancipar a las mujeres, Mill creía que estarían en mejores condiciones para conectarse a nivel intelectual con sus maridos, mejorando así las relaciones.
Mill critica las leyes matrimoniales, a las que comparaba con la esclavitud de la mujer: "ya no quedan esclavos legales, salvo a la dueña de cada hogar". Alude a la esclavitud de la mujer como se hacía con la esclavitud en el pasado. También afirma la necesidad de legislar sobre reformas en el matrimonio, reduciéndolo a un acuerdo comercial, sin imponer restricciones a ninguna de las partes. Entre estas propuestas está el cambio de las leyes de herencia para permitir que las mujeres pudieran conservar sus propias propiedades, y permitir que las mujeres tengan derecho a trabajar fuera del hogar, obteniendo estabilidad financiera independiente.
Una vez más, se plantea el tema del sufragio femenino. Las mujeres constituyen la mitad de la población, por lo que es necesario que ellas tengan derecho a voto, ya que las políticas también las afectan de una u otra forma. Él teoriza que la mayoría de los hombres votarán por los diputados que subordinarán a las mujeres y que, por lo tanto, las mujeres deben votar para proteger sus propios intereses.
"Bajo cualquier condición, y dentro de cualquier límite, los hombres son admitidos al sufragio, no hay una sombra de justificación para no admitir a las mujeres bajo el mismo derecho."
Mill sintió incluso que en sociedades tan desiguales como Inglaterra y Europa ya se podía encontrar evidencia de que, cuando se les daba la oportunidad, las mujeres podían sobresalir en sus determinados campos. Señaló a las reinas británicas Isabel I y Victoria, o a la patriota francesa Juana de Arco. Si se les diera la oportunidad, las mujeres destacarían en otros ámbitos y se les debería dar la oportunidad de intentarlo.
Mill no era solo un teórico; él hizo activamente campaña por los derechos de las mujeres como diputado, y fue presidente de la Sociedad Nacional para el Sufragio de las Mujeres.

## Conclusiones
La forma en que Mill interpretaba los temas a lo largo del tiempo cambió. Durante muchos años Mill fue visto como un filósofo inconsistente, escribiendo sobre una serie de problemas separados. La consistencia en su enfoque se basa en el utilitarismo, y el bien de la sociedad.

### Utilitarismo
No debe descartarse nada porque es simplemente ''incorrecto'' o porque nadie lo ha hecho en el pasado. Cuando estamos considerando nuestras políticas, debemos buscar la felicidad para la mayoría. Esto lleva a atacar en visiones controversiales. Si se desea hacer algo ilegal, debe de evidenciarse el daño que se está haciendo. De esta forma, los individuos conocen mejor sus propios intereses.

### Progreso de la sociedad
El mayor bien se entiende en un sentido muy amplio como el desarrollo moral e intelectual de la sociedad. Las diferentes sociedades se encuentran en diferentes etapas de desarrollo o civilización. Se pueden requerir diversas soluciones para ello. Lo que importa es cómo los alentamos para que vayan más allá. Podemos decir lo mismo para las personas. Mill tiene una idea bastante concreta del progreso individual:
- Empleando facultades superiores.
- Desarrollo moral, con personas que ponen un estrecho interés propio hacia los demás.

### Autosuficiencia individual
Somos independientes, capaces de cambiar y de ser racionales. La libertad individual proporciona la mejor ruta para el desarrollo moral. A medida que nos desarrollamos, seremos capaces de autogobernarnos, tomar nuestras propias decisiones, y no depender más de alguien que nos diga qué hacer. La democracia es una forma de autodependencia. Esto significa:
1. Libertad personal: Siempre que no dañemos a los demás, tendríamos que ser capaces de expresar nuestras propias naturalezas y experimentar con nuestras vidas.
2. Libertad para Gobernar nuestros propios Asuntos: La personas civilizadas son cada vez más capaces de tomar sus propias decisiones, y defender sus propios derechos. El gobierno representativo es también una forma útil de hacernos pensar sobre el bien común.
3. Libertad tanto para las mujeres como para los hombres: Todos los argumentos de Mill se aplican tanto a los hombres como a las mujeres. Todas las ideas previas sobre las diferentes naturalezas entre ambos sexos nunca se han probado adecuadamente. Las mujeres también pueden participar en la determinación de sus propios asuntos.

## Editado en español por Pardo Bazán
La esclavitud de las mujeres fue editado en España en 1892 con el nombre de La esclavitud femenina por Emilia Pardo Bazán quién también prologó la edición. Fue el segundo tomo de la colección Biblioteca de la Mujer que Pardo Bazán financió y dirigió.